# Navarresischer Bürgerkrieg
Der Navarresische Bürgerkrieg von 1451 bis 1455 war der Thronfolgekrieg, der durch die Usurpation des navarresischen Throns durch Johann von Aragón, den Witwer der Königin Blanka, verursacht wurde. Er endete mit dem Sieg Johanns und führte mittelfristig zum Verlust der Unabhängigkeit Navarras.

## Vorgeschichte
Johann von Aragón war seit 1425 König von Navarra als Ehemann von Blanka, die das Königreich von ihrem Vater geerbt hatte. Der Ehevertrag von 1419 sah vor, dass Johanns und Blankas ältester Sohn bei Blankas Tod den Thron besteigen sollte. Als Blanka 1441 starb, behielt Johann jedoch die Regierung in eigener Hand und schob damit seinen ältesten Sohn Karl (1421–1461), seit 1423 Fürst von Viana, zur Seite. Johann versuchte, seinen Sohn mit dem Amt eines Stellvertreters (Lieutenant) zu besänftigen, jedoch ohne Erfolg: Karls Verbündeten, den Beaumonteses, gelang es, die beiden in Opposition zu bringen. Ihnen gegenüber standen die Agramonteses als Verbündete Johanns.

## Krieg

Karte zum Navarresischen Bürgerkrieg

Von 1451 bis 1455 wurde in dieser Frage offener Krieg geführt. Bereits im Herbst 1451 unterlag Karl in der Schlacht von Aibar. Er wurde gefangen genommen und erst nach fast zwei Jahren wieder freigelassen. Johann versuchte, Karl zu enterben, indem er seine Tochter Eleonore von Navarra, die seit 1436 mit Gaston IV. von Foix verheiratet war, zur Thronerbin ernannte. Zuvor hatte Gaston IV. seinen Schwiegervater Johann 1455 militärisch unterstützt.
Karl bemühte sich vergeblich, den französischen König Karl VII. oder Papst Kalixt III. zu Verbündeten zu gewinnen. 1455 floh er an den Hof seines Onkels, des Königs Alfons V. von Aragón in Neapel.

## Nachwirkungen
Die Niederlage der Beaumonteses im Bürgerkrieg führte nicht zu einem Ende der Auseinandersetzungen. Johann regierte Navarra bis zu seinem Tod 1479, ihm folgten für weniger als einen Monat seine Tochter Eleonore, dann deren Enkel Franz Phoebus von Foix (1479–1483) und Katharina von Navarra (1483–1517), die 1484 Jean d’Albret heiratete.
Nach Franz Phoebus‘ Tod reklamierte sein Onkel Johann von Foix als nächster männlicher Verwandter die Krone für sich, konnte sich aber nicht durchsetzen. Er musste 1497 seine Ansprüche aufgeben und starb im Jahr 1500. Sein Erbe war sein Sohn Gaston, der 1512 in der Schlacht von Ravenna fiel. Gastons Erbin wiederum war seine Schwester Germaine de Foix, die zweite Ehefrau von Ferdinand dem Katholischen, König von Aragón und Regent von Kastilien (für seine Tochter Johanna die Wahnsinnige), der Gastons Tod nutzte, um militärische Fakten zu schaffen und noch im gleichen Jahr Navarra bis zu hinauf zu den Pyrenäen erobern ließ (der nördlich davon gelegene Rest des Landes blieb formal souverän, war jedoch alleine deswegen faktisch von Frankreich abhängig, weil seine Könige wesentlich umfangreicheren Besitz als Untertanen des französischen Königs hatten). Ferdinand tat dies als Regent von Kastilien, nicht als König von Aragón, sodass ihm die Unterstützung der Beaumonteses sicher war, mit deren Hilfe er relativ schnell und problemlos zum Ziel kam.
In der Folge waren die Beaumonteses dann auch die einzigen, die dem Aufruf des neu eingesetzten Vizekönigs Folge leisteten, 1513 in den Cortes de Navarra in Pamplona Ferdinand den Katholischen als König anzuerkennen – und damit ausgerechnet den Sohn ihres Erzfeindes Johann von Aragón, in die Wege geleitet hatte.
Ferdinand der Katholische starb 1516, seine Nachfolgerin in Navarra wurde seine Tochter Johanna, so dass die Vereinigung der iberischen Königreiche (außer Portugal) nun vollzogen war.